# Jeannette Altwegg
Jeannette Eleanor Altwegg, verheiratete Wirz CBE (* 8. September 1930 in Bombay, Britisch-Indien; † 18. Juni 2021 in Bern, Schweiz) war eine britische Eiskunstläuferin, die im Einzellauf startete. Sie war die Olympiasiegerin von 1952, die Weltmeisterin von 1951 und die Europameisterin von 1951 und 1952.
Jeannette Altwegg wurde 1930 in Indien als Tochter einer Engländerin und eines Schweizer Vaters geboren. Zwei Jahre später zog die Familie nach England. Mit sechs Jahren begann sich Altwegg dem Eislauf zu widmen und erhielt Privatunterricht. Ihr Vater fuhr oft mit ihr in den Ferien in die Schweiz. Dort wurde sie von Jacques Gerschwiler ausgebildet, dem Onkel des Weltmeisters von 1947, Hans Gerschwiler.
Altwegg hatte jedoch auch Talent im Tennis. Als 1947 in Wimbledon erstmals auch ein Juniorenturnier ausgetragen wurde, nahm sie daran teil und erreichte die Finalspiele. Im selben Jahr wurde sie britische Juniorenmeisterin in Eiskunstlaufen und beendete die Weltmeisterschaft auf dem fünften Platz. Nach diesen Erfolgen gab sie das Tennis auf und konzentrierte sich einzig noch aufs Eiskunstlaufen. 1947 zog sie mit ihrer Familie in die Schweiz.
Bei den Olympischen Winterspielen 1948 in St. Moritz gewann Altwegg im Eiskunstlauf die Bronzemedaille. 1951 wurde sie Welt- und Europameisterin in dieser Disziplin und wiederholte ihren Erfolg bei der Europameisterschaft im Jahr darauf. Den größten Erfolg ihrer Laufbahn errang sie 1952, als sie in bei den Olympischen Spielen in Oslo die Goldmedaille gewann. Nach diesem Erfolg gab sie im Alter von 21 Jahren ihren Rücktritt bekannt. An der bevorstehenden Weltmeisterschaft in Paris, wo sie als Titelverteidigerin hätte starten können, nahm sie bereits nicht mehr teil.
Anders als etwa ihre berühmte Vorgängerin Sonja Henie gab Altwegg ihren Amateurstatus nicht auf, um dann als professionelle Läuferin an Schaulauf- und Gala-Abenden aufzutreten. Sie schlug zahlreiche sehr lukrative Angebote aus und nahm stattdessen eine Stelle als Betreuerin im Pestalozzi-Kinderdorf in Trogen an, um Kriegswaisen zu betreuen. 1953 erhielt sie von Königin Elisabeth II. einen Order of the British Empire (CBE) verliehen. 1993 wurde sie in die Eiskunstlauf Hall of Fame aufgenommen.
Sie heiratete Marc Wirz, den Bruder der Schweizer Eiskunstläuferin Suzanne Wirz. Sie hatten vier Kinder und ließen sich 1973 scheiden. Ihre Tochter Cristina Wirz wurde 1983 Curling-Weltmeisterin und gewann Bronze bei den Europameisterschaften.

## Ergebnisse
| Wettbewerb / Jahr         | 1947 | 1948 | 1949 | 1950 | 1951 | 1952 |
| ------------------------- | ---- | ---- | ---- | ---- | ---- | ---- |
| Olympische Winterspiele   |      | 3.   |      |      |      | 1.   |
| Weltmeisterschaften       | 5.   | 4.   | 3.   | 2.   | 1.   |      |
| Europameisterschaften     | 4.   | 5.   | 3.   | 2.   | 1.   | 1.   |
| Britische Meisterschaften |      | 1.   | 1.   | 1.   | 1.   |      |